# Fischbach (Steiermark)

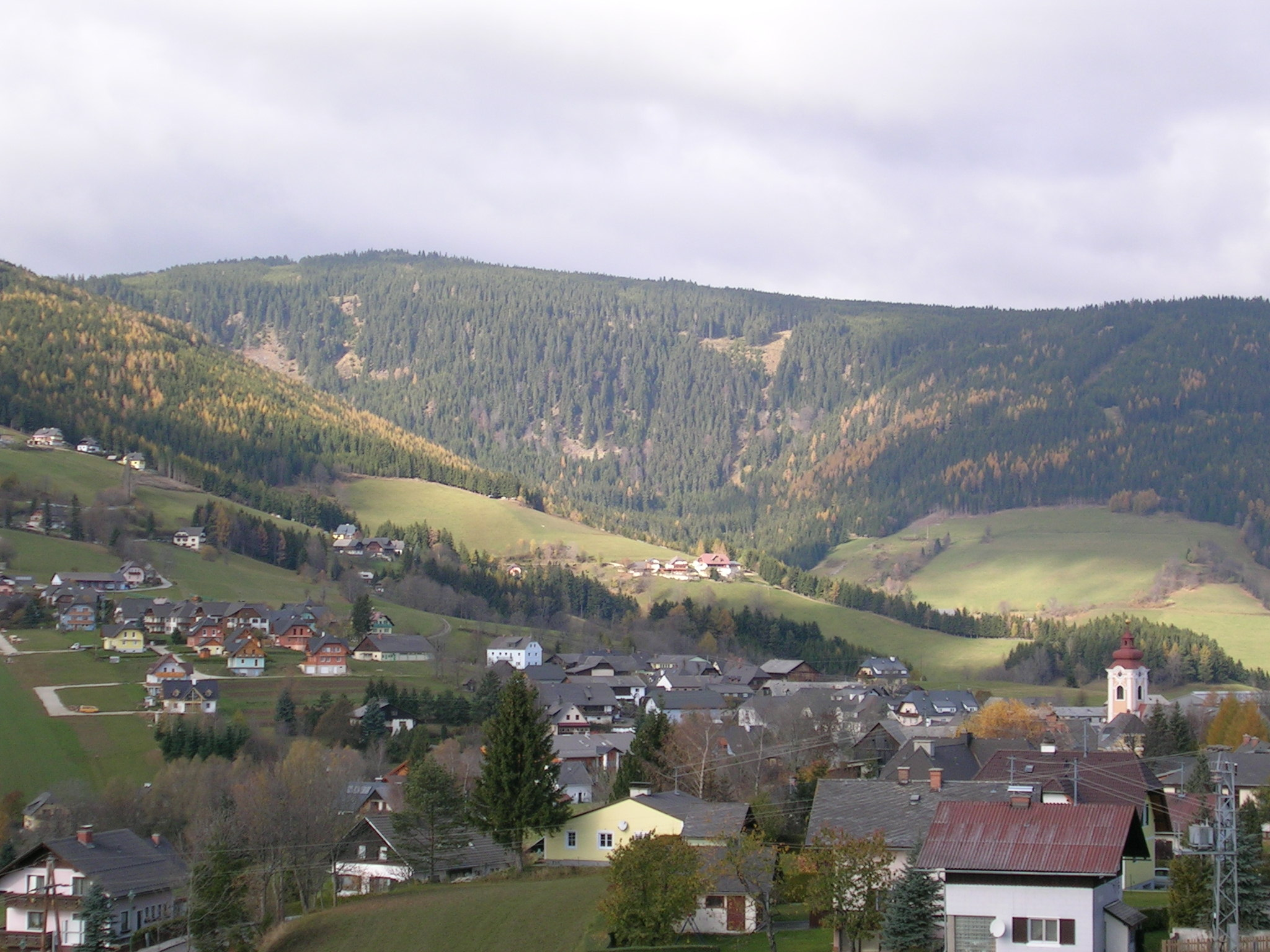
Der Teufelstein von Fischbach aus gesehen

Fischbach ist eine Gemeinde mit 1501 Einwohnern (Stand 1. Jänner 2024) im Bezirk Weiz. Sie liegt im österreichischen Bundesland Steiermark. Am 27. Februar 2003 wurde die Gemeinde Fischbach von der steirischen Landesregierung offiziell als Höhenluftkurort anerkannt. Der Ort ist mit seinen 1050 Metern Seehöhe der höchstgelegene Ort der Oststeiermark.

## Geografie

### Geografische Lage
Fischbach ist ein Ort in den Fischbacher Alpen und liegt circa zwölf Kilometer nordwestlich der Marktgemeinde Birkfeld und etwa 27 km Luftlinie von der Bezirkshauptstadt Weiz entfernt. Die maximale Nord-Süd-Erstreckung sowie auch die maximale Ost-West-Erstreckung betragen jeweils etwa neun Kilometer. Die Gemeinde umfasst ein Gebiet von 61,70 km². Der Teufelstein stellt mit seinen 1498 m die höchste Erhebung im Gemeindegebiet dar. Die niedrigste Punkt im Gemeindegebiet liegt im Feistritztal auf 650 m.
Die Feistritz bildet einen Teil der östlichen Grenze und der Fischbacher Wald verhindert einen Blick vom Ortskern ins Tal. Im Süden wird der Hinterleiten-Wald vom Waisenbach durchschnitten. Im Westen läuft der Kamm der Fischbacher Alpen, über den der Sattel „Auf der Schanz“ führt.

### Gliederung des Gemeindegebietes
Die Gemeinde Fischbach setzt sich aus drei Ortschaften bzw. Katastralgemeinden zusammen (Bevölkerung Stand 1. Jänner 2024; Fläche Stand 31. Dezember 2023):
- Falkenstein (502 Ew.; 1.477,33 ha)
Ortsteile: Falkenstein, Hauswirtshof, Landau, Oberdissau, Unterdissau, Teile von Reith
- Fischbach (859 Ew.; 2.245,98 ha)
Ortsteile: Dorf Fischbach, Gmoa, Geihof
- Völlegg (140 Ew.; 2.447,02 ha)
Ortsteile: Völlegg, Eggbauer, Elmleiten, Gieshübl, Teile von Reith

### Nachbargemeinden
Zwei der sieben Nachbargemeinden liegen im Bezirk Bruck-Mürzzuschlag (BM).
| Krieglach (BM)        | St. Kathrein am Hauenstein | Ratten    |
| Stanz im Mürztal (BM) | Kompass                    | Strallegg |
| Gasen                 | Birkfeld                   |           |

### Klima
|                        | Jan  | Feb  | Mär  | Apr  | Mai  | Jun  | Jul  | Aug  | Sep  | Okt  | Nov  | Dez  |   |      |
| Mittl. Temperatur (°C) | −2,3 | −1,9 | 1,3  | 5,8  | 10,8 | 13,7 | 15,9 | 15,3 | 11,4 | 7,1  | 2,1  | −1,4 | ⌀ | 6,5  |
| Mittl. Tagesmax. (°C)  | 1,9  | 2,5  | 5,6  | 10,3 | 15,3 | 18,4 | 20,5 | 20,1 | 16,0 | 11,8 | 6,0  | 2,4  | ⌀ | 10,9 |
| Mittl. Tagesmin. (°C)  | −4,8 | −4,4 | −1,5 | 2,5  | 7,1  | 10,0 | 12,2 | 12,0 | 8,5  | 4,5  | −0,4 | −3,8 | ⌀ | 3,5  |
|                        |      |      |      |      |      |      |      |      |      |      |      |      |   |      |
| Niederschlag (mm)      | 43   | 45   | 68   | 62   | 121  | 135  | 128  | 135  | 100  | 80   | 68   | 58   | Σ | 1043 |
|                        |      |      |      |      |      |      |      |      |      |      |      |      |   |      |
| Luftfeuchtigkeit (%)   | 65,0 | 62,7 | 61,5 | 58,4 | 61,1 | 61,4 | 61,2 | 61,8 | 64,4 | 66,7 | 70,0 | 68,8 | ⌀ | 63,6 |

| −4,8 |

| −4,4 |

| −1,5 |

| 2,5 |

| 7,1 |

| 10,0 |

| 12,2 |

| 12,0 |

| 8,5 |

| 4,5 |

| −0,4 |

| −3,8 |

| −4,8 |

| −4,4 |

| −1,5 |

| 2,5 |

| 7,1 |

| 10,0 |

| 12,2 |

| 12,0 |

| 8,5 |

| 4,5 |

| −0,4 |

| −3,8 |

## Geschichte

### Von der ersten Nennung bis ins 19. Jahrhundert
Der Name Fischbach wurde im Jahre 1295 in einem Urbar des Bistums Seckau erstmals erwähnt. Das Dorf entwickelte sich entlang der Straße, die neben der Landwirtschaft eine wichtige zusätzliche Erwerbsquelle für die Bewohner darstellte. Das Hauptgeschäft der Fischbacher bestand dabei im „Vorspannleisten“. Die Straße war vielfach an steilen Stellen angelegt, so dass die schwer beladenen Fuhrwerke ohne fremde Hilfe nicht über den Berg kommen konnten. Heute erinnert der Name „Absetz“ noch daran, wo die vorgespannten Pferde abgesetzt wurden.

### Peter Roseggers Verbindung zu Fischbach im Lauf des 19. Jahrhunderts
In der zweiten Hälfte des 19. Jahrhunderts schrieb Peter Rosegger mehrere Geschichten über seine Kindheits- und Jugenderlebnisse in Fischbach, welche in Bezug auf das damalige Leben in der Region Waldheimat und eben auch in Fischbach Aufschluss geben. Beispiele sind die Texte „Der große Wald“, „Kirchweih zu Fischbach“, „Die Mission zu Fischbach“ und „Die Reise nach dem berühmten Teufelsfels“.

### Fischbach als Kriegsschauplatz im Zweiten Weltkrieg
Im Zweiten Weltkrieg wurde am 26. Juli 1944 über Fischbach ein amerikanischer Lockheed P-38 Begleitjäger abgeschossen. Der Pilot konnte aus dem Flugzeug aussteigen und sich mit dem Fallschirm retten.
Gegen Ende des Krieges wurde Fischbach vom 13. bis 18. April 1945 erstmals von den Russen besetzt. Aus dem Totenbuch der Gemeinde geht hervor, dass in den Tagen zwischen 14. und 18. April 14 Zivilisten (darunter eine Frau) bei Kampfhandlungen ums Leben kamen. Es kam immer wieder zu Erschießungen verdächtiger Personen. Ein Einheimischer, der sich seit der Nacht des russischen Einmarsches auf Genesungsurlaub in der Heimat befand, überlebte seine Exekution schwer verletzt, da das Projektil des Genickschusses an Halsschlagader und Wirbelsäule vorbeiging. Laut dem Fischbacher Gemeindebericht wurden in diesen Tagen 70 Frauen und Mädchen vergewaltigt.
Am Südhang des Teufelsteins oberhalb der Gmein hatte sich ein kleiner Trupp von Volkssturmmännern gesammelt und eröffnete am 14. April 1945 das Feuer gegen die Russen im Fischbacher Ort. Diesem Beschuss fielen viele Häuser und Gehöfte zum Opfer. Aufzeichnungen bestätigen, dass am 17. April 1945 auch der Pfarrhof in Brand stand. Am 18. April 1945 verließen die russischen Besatzer aufgrund eines deutschen Gegenstoßes im gesamten Joglland das Dorf. Am 8. Mai 1945, dem Tag der bedingungslosen Kapitulation der deutschen Streitkräfte, besetzten die Russen Fischbach abermals mit circa 400 Mann.

### Vom Zweiten Weltkrieg bis in die Gegenwart
Nach dem Zweiten Weltkrieg und der Zeit des Wiederaufbaues forcierte sich das Vereinsleben in Fischbach und schaffte mit Veranstaltungen eine starke Beziehung zwischen Gästen und Einheimischen. In den 1960er Jahren entwickelte sich Fischbach zu einem Fremdenverkehrsort, da die damaligen Standards der bestehenden Skilifte und die sichere Schneelage im Winter, sowie im Sommer die attraktiv gewordene frische Luft und Freizeitmöglichkeiten wie der Minigolfplatz (errichtet 1967) oder der später in Betrieb genommene Tennisplatz (seit 1980) viele Gäste nach Fischbach lockten. In den ersten Jahren des 21. Jahrhunderts wurden im Zuge des Dorfentwicklungsprojekts das Freizeitland Fischbach angelegt, der Ort offiziell als Höhenluftkurort anerkannt sowie eine Sanierung der Ortsdurchfahrt durchgeführt.

### Bevölkerungsentwicklung
| Fischbach: Einwohnerzahlen von 1869 bis 2024        | Fischbach: Einwohnerzahlen von 1869 bis 2024 | Fischbach: Einwohnerzahlen von 1869 bis 2024 | Fischbach: Einwohnerzahlen von 1869 bis 2024 | Fischbach: Einwohnerzahlen von 1869 bis 2024 |
| --------------------------------------------------- | -------------------------------------------- | -------------------------------------------- | -------------------------------------------- | -------------------------------------------- |
| Jahr                                                |                                              |                                              |                                              | Einwohner                                    |
| 1869                                                | 1869                                         |                                              | 1.396                                        | 1.396                                        |
| 1880                                                | 1880                                         |                                              | 1.270                                        | 1.270                                        |
| 1890                                                | 1890                                         |                                              | 1.357                                        | 1.357                                        |
| 1900                                                | 1900                                         |                                              | 1.349                                        | 1.349                                        |
| 1910                                                | 1910                                         |                                              | 1.418                                        | 1.418                                        |
| 1923                                                | 1923                                         |                                              | 1.360                                        | 1.360                                        |
| 1934                                                | 1934                                         |                                              | 1.519                                        | 1.519                                        |
| 1939                                                | 1939                                         |                                              | 1.558                                        | 1.558                                        |
| 1951                                                | 1951                                         |                                              | 1.609                                        | 1.609                                        |
| 1961                                                | 1961                                         |                                              | 1.796                                        | 1.796                                        |
| 1971                                                | 1971                                         |                                              | 1.790                                        | 1.790                                        |
| 1981                                                | 1981                                         |                                              | 1.730                                        | 1.730                                        |
| 1991                                                | 1991                                         |                                              | 1.704                                        | 1.704                                        |
| 2001                                                | 2001                                         |                                              | 1.613                                        | 1.613                                        |
| 2011                                                | 2011                                         |                                              | 1.569                                        | 1.569                                        |
| 2021                                                | 2021                                         |                                              | 1.531                                        | 1.531                                        |
| 2024                                                | 2024                                         |                                              | 1.501                                        | 1.501                                        |
| Quelle(n): Statistik Austria, Gebietsstand 1.1.2021 |                                              |                                              |                                              |                                              |

## Kultur und Sehenswürdigkeiten

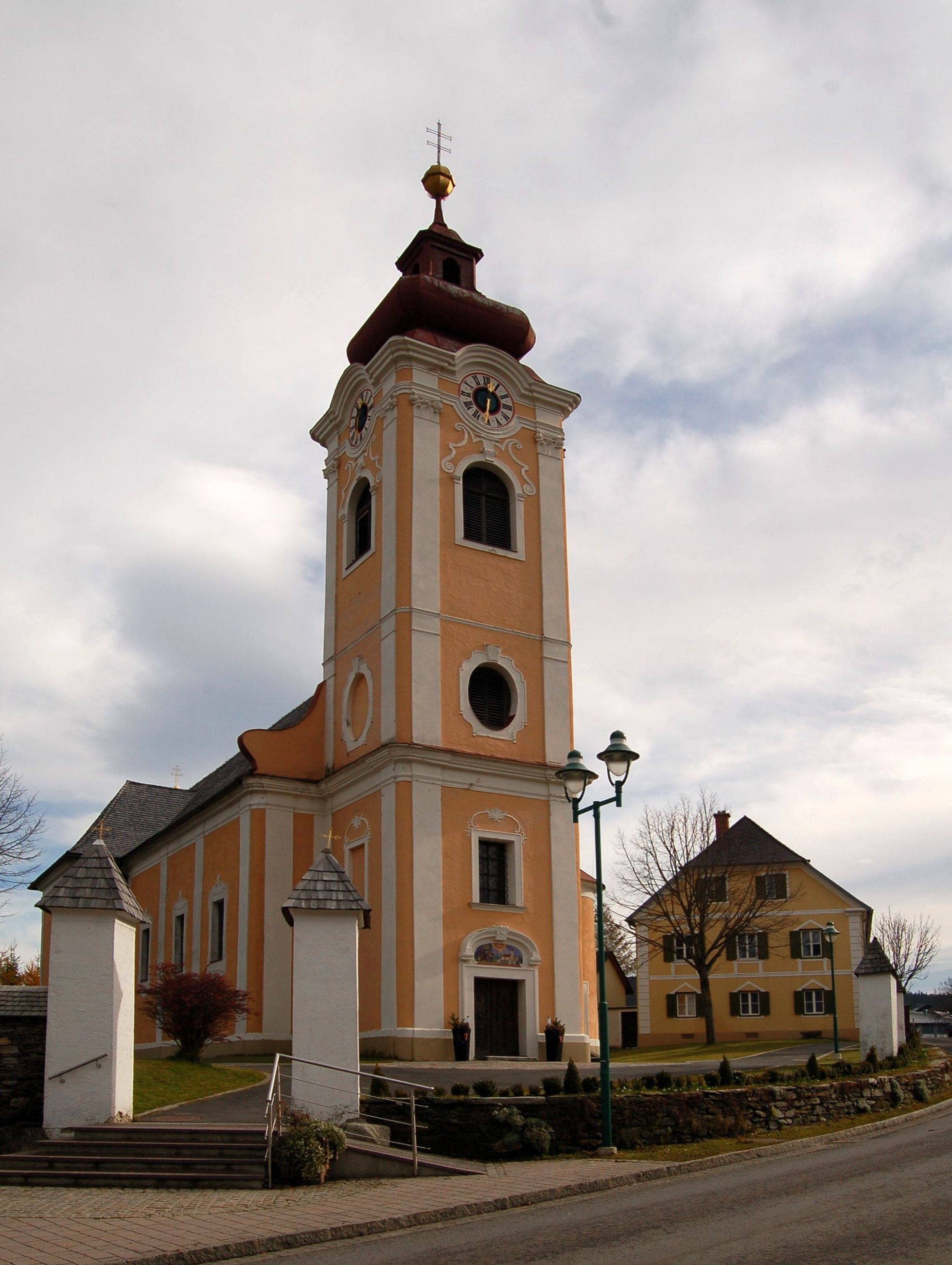
Pfarrkirche Fischbach

- Katholische Pfarrkirche Fischbach hl. Ägydius
- Die Ägydius-Kapelle (Egidi-Kapelle) bei Fischbach: Mit Fresken aus dem 18. Jahrhundert.

## Wirtschaft und Infrastruktur

### Wirtschaftssektoren
Von den 129 landwirtschaftlichen Betrieben des Jahres 2010 wurden 58 im Haupt-, 64 im Nebenerwerb, 4 von Personengemeinschaften und 3 von juristischen Personen geführt. Im Produktionssektor arbeiteten 22 Erwerbstätige in der Bauwirtschaft und 14 im Bereich Herstellung von Waren. Die wichtigsten Arbeitgeber des Dienstleistungssektors waren die Bereiche Beherbergung und Gastronomie (55), Handel (43) und soziale und öffentliche Dienste (29 Mitarbeiter).
| Wirtschaftssektor            | Anzahl Betriebe | Anzahl Betriebe | Anzahl Betriebe | Erwerbstätige | Erwerbstätige | Erwerbstätige |
| Wirtschaftssektor            | 2021            | 2011            | 2001            | 2021          | 2011          | 2001          |
| ---------------------------- | --------------- | --------------- | --------------- | ------------- | ------------- | ------------- |
| Land- und Forstwirtschaft 1) | 73              | 129             | 141             | 93            | 116           | 186           |
| Produktion                   | 14              | 9               | 8               | 39            | 36            | 21            |
| Dienstleistung               | 59              | 55              | 40              | 222           | 166           | 135           |

1) Betriebe mit Fläche in den Jahren 2010 und 1999, Arbeitsstätten im Jahr 2021

### Fremdenverkehr

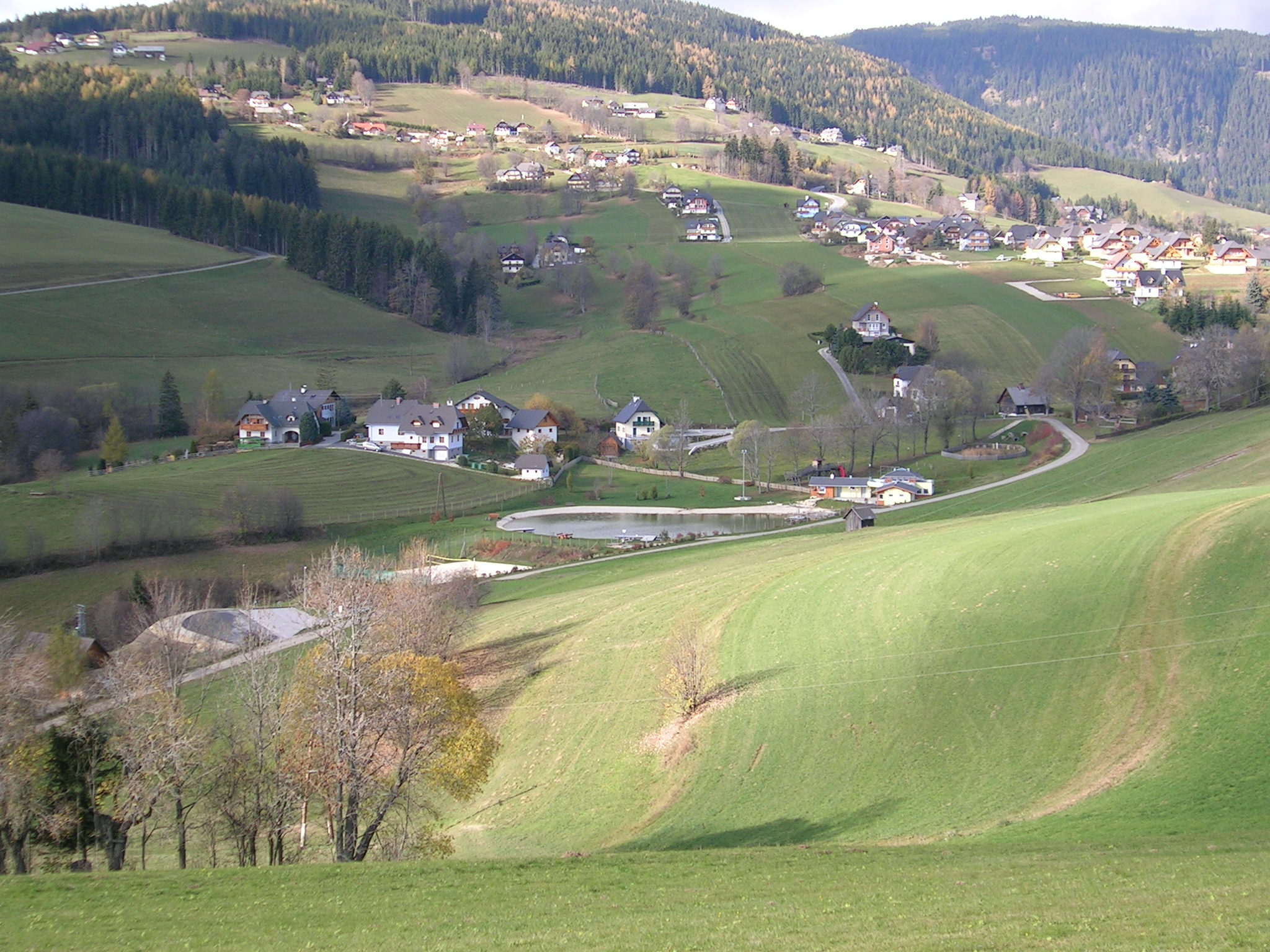
Das Freizeitland Fischbach (Bildmitte) mit Blick auf den Teufelstein (rechts oben)

Im Jahr 1953 wurde der Tourismusverein Fischbach gegründet und das örtliche Kino (heute umgebaut zu einem „Betreuten-Wohnen“-Wohnhaus) erbaut. 1954 begann man mit der Durchführung von Schüler-Schikursen und im Jahr 1958 wurde das vorhandene Lösch-Bassin zu einem Freibad umfunktioniert (heute Kulturpavillon). Ende der 1970er Jahre begannen die Besucherzahlen zu sinken und trotz diverser Gegenmaßnahmen kann man an die damaligen Nächtigungszahlen nicht wieder anschließen.
1992 wurde der Tourismusverein in einen Tourismusverband übergeführt. Die Gemeinde bildet in dieser Form seit Jahresbeginn 2015 gemeinsam mit Birkfeld, Miesenbach, Ratten, Rettenegg, Strallegg, St. Kathrein am Hauenstein, St. Jakob im Walde, Waldbach-Mönichwald, Wenigzell und Vorau den Tourismusverband „Joglland-Waldheimat“. Dessen Sitz ist in St. Jakob im Walde.
Fischbach hat mit der Fischbacher Alpen Tour und mit der „Fisch-BIKER-Tour“ zwei zum Teil sehr anspruchsvolle Touren für Mountainbiker. Der Feistritztal-Radweg tangiert das Gemeindegebiet von Fischbach. Das 2001 eröffnete Freizeitland Fischbach bietet viele Möglichkeiten: Ein kleiner, künstlich angelegter Teich bietet im Sommer eine Bademöglichkeit und dient im Winter als Eislaufplatz. Weiters befindet sich ein Minigolfplatz im Freizeitland. Aufgrund des umfangreichen Wegnetzes in Peter Roseggers Waldheimat bietet das Gebiet um Fischbach viele Wandermöglichkeiten. Im Winter können mehrere Langlaufloipen, zwei kleinere Skilifte (einer am Schanzsattel, einer in Falkenstein-Stadlhof), Eislaufplatz, Eisstockbahn (auch im Sommer als Asphaltbahn in Verwendung) touristisch genutzt werden.
Die Gemeinde Fischbach trat im Jahr 2006 dem überregionalen § 4/3er Tourismusverband Joglland bei.
Die Gemeinde zählte in den Jahren 2011 bis 2020 jährlich 29.000 bis 36.000 Übernachtungen. Der größte Teil davon entfiel auf die Monate Juni bis Oktober.

## Politik

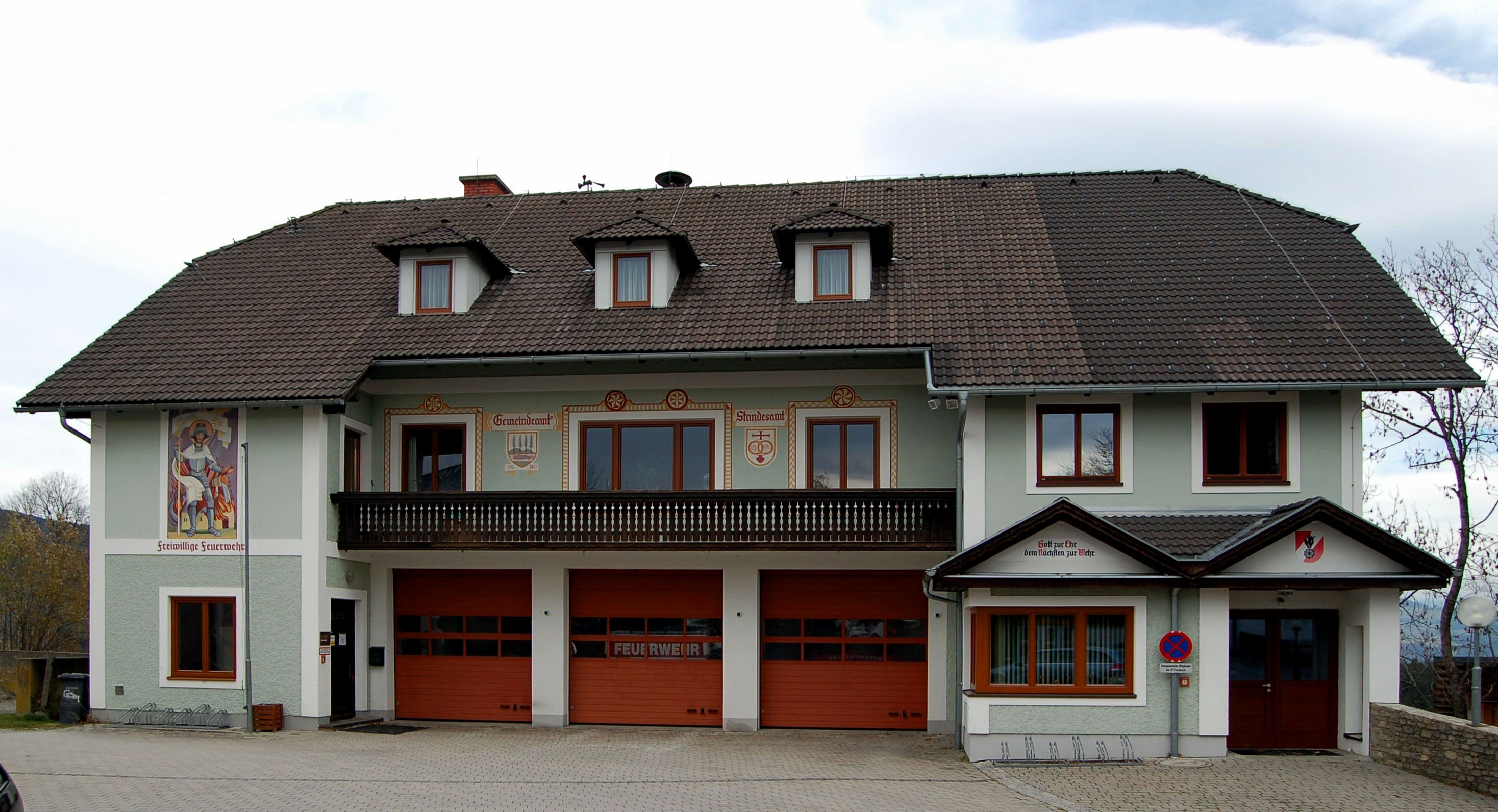
Gemeindeamt

### Gemeinderat
Der Gemeinderat besteht aus 15 Mitgliedern. Die Gemeinderatswahl vom 28. Juni 2020 brachte folgendes Ergebnis:
- ÖVP: 11 Mandate
- FPÖ: 2 Mandate
- SPÖ: 2 Mandate

### Gemeindevorstand
Der Gemeindevorstand besteht aus drei Mitgliedern und setzt sich nach der Wahl 2020 wie folgt zusammen:
- Bürgermeisterin Silvia Karelly (ÖVP)
- Vizebürgermeister Christoph Brunnhofer (ÖVP)
- Gemeindekassierin Rosemarie Rohrer (ÖVP)

Das Gemeindeamt befindet sich seit 1982 in dem von 1979 bis 1982 errichteten Neubau in Fischbach 11a. Es beinhaltet die Räumlichkeiten: Kanzlei, Bürgermeisterzimmer, Buchungsraum, Sitzungssaal (hier werden auch die standesamtlichen Trauungen vollzogen) und das Tourismusbüro.

### Bürgermeister
- bis 2017 Franz Doppelhofer (ÖVP)[13]
- seit 2018 Silvia Karelly (ÖVP)[14][15]

### Wappen
Am 1. August 1970 wurde der Gemeinde Fischbach von der steiermärkischen Landesregierung das Recht zur Führung des Gemeindewappens verliehen.

Blasonierung: „In silbernem Schild ein zweispitziger, mit vier Fichten bestandener Berg, den ein silberner, mit einem blauen Fisch belegter Balken überquert.“

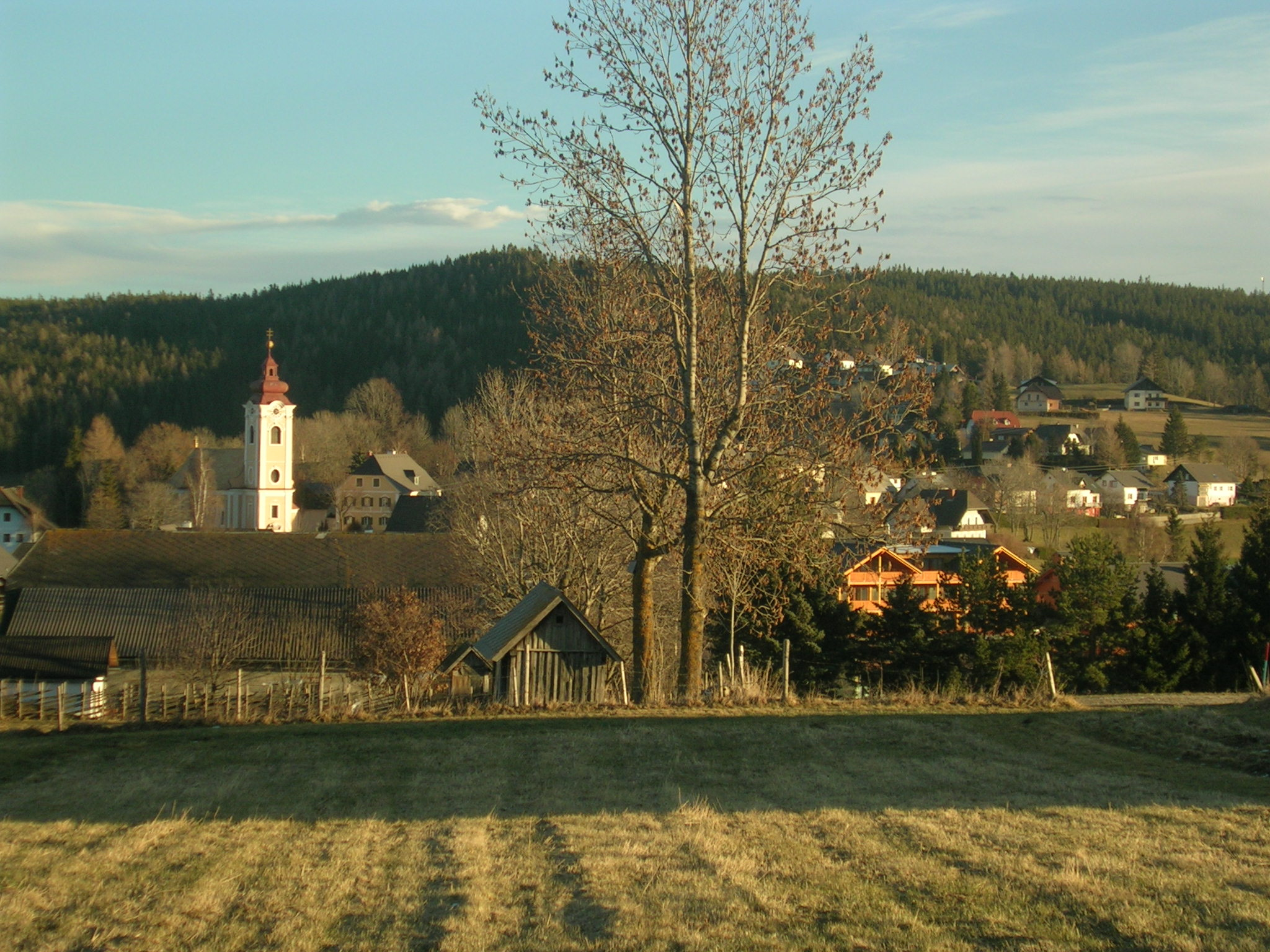
Ortskern von Fischbach mit Pfarrkirche
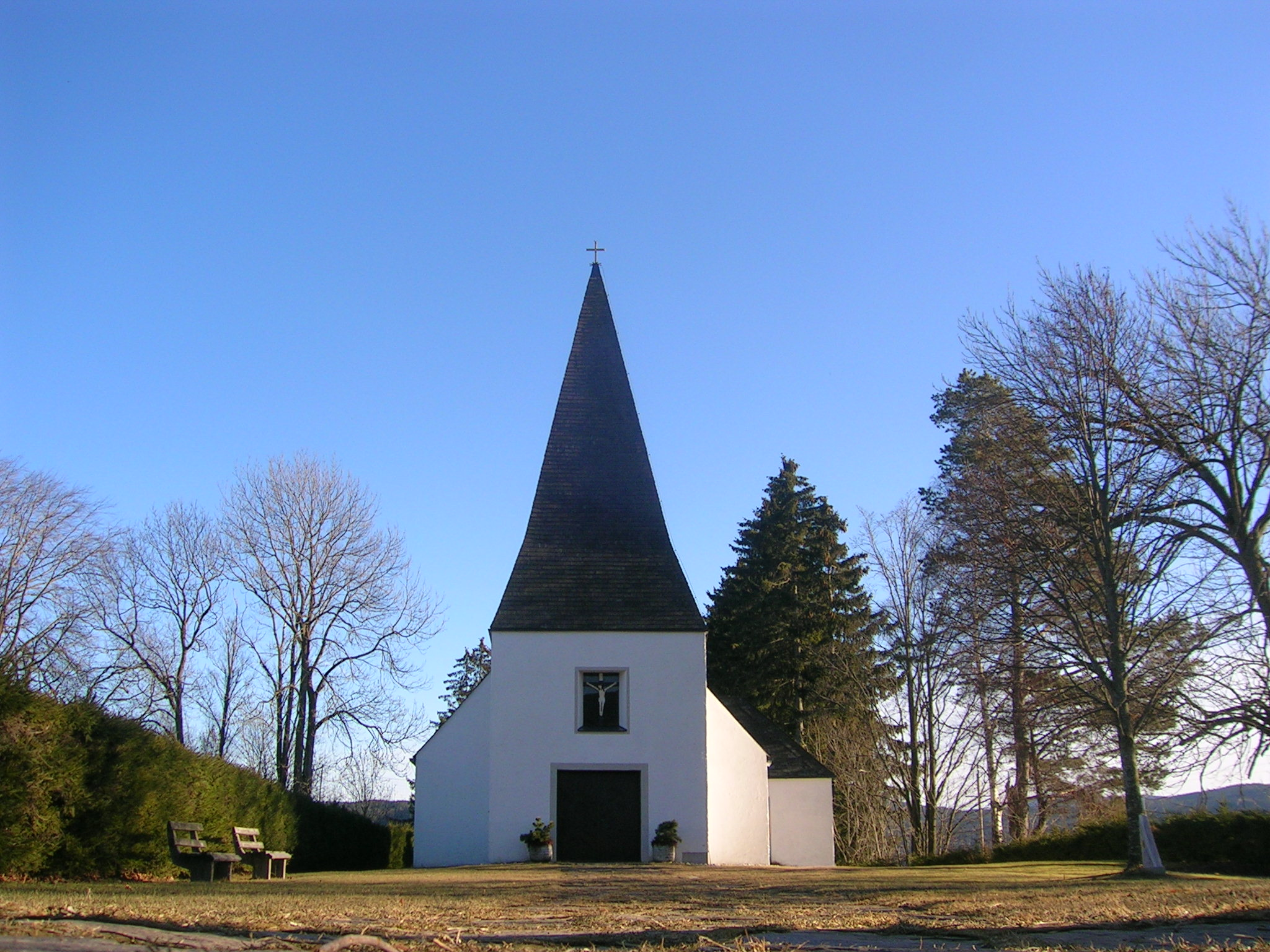
Filialkirche in Falkenstein
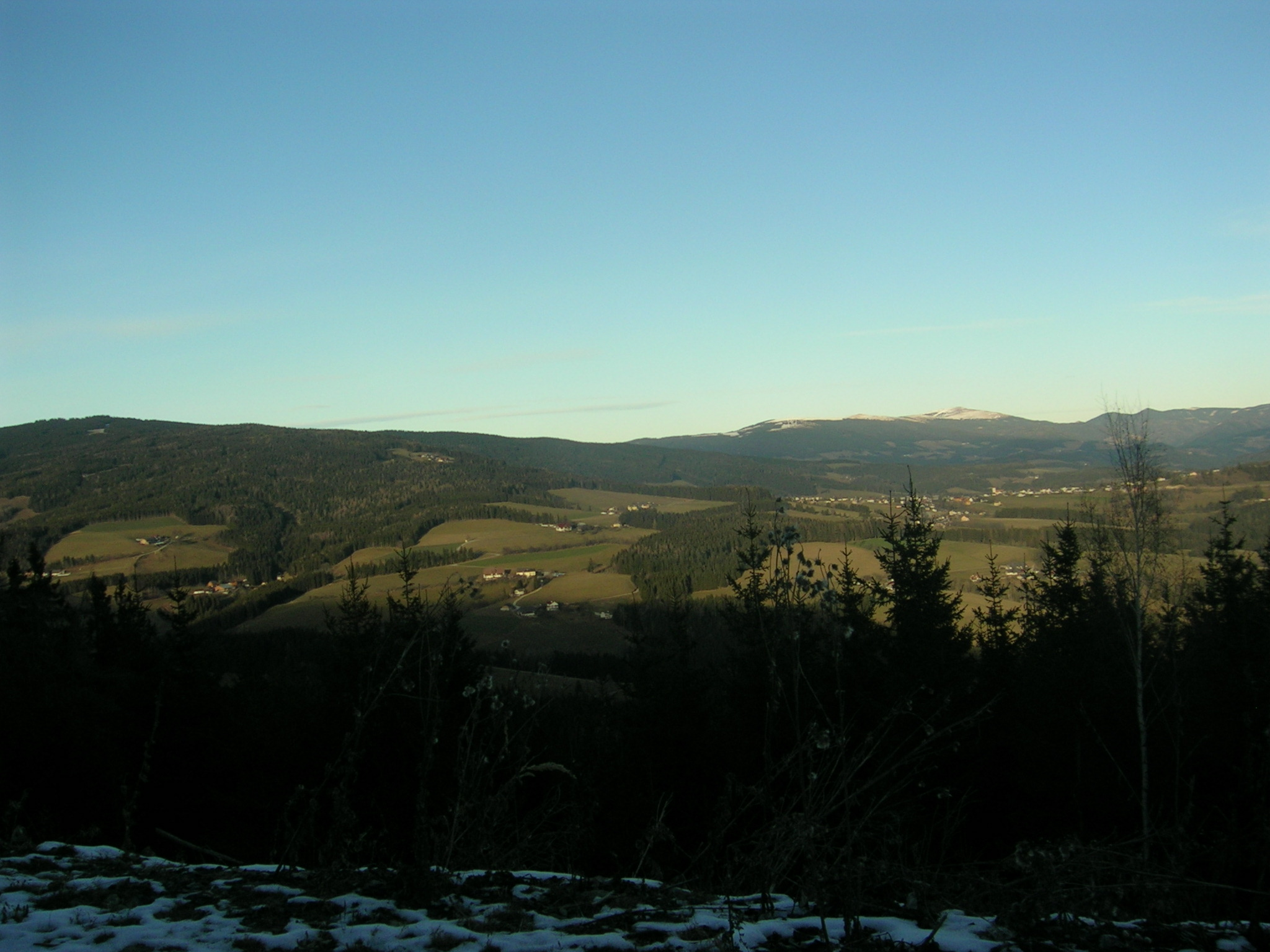
Blick in die Fischbacher Alpen: Links Teufelstein, Rechts-Mitte Stuhleck, davor liegend Fischbach Dorf
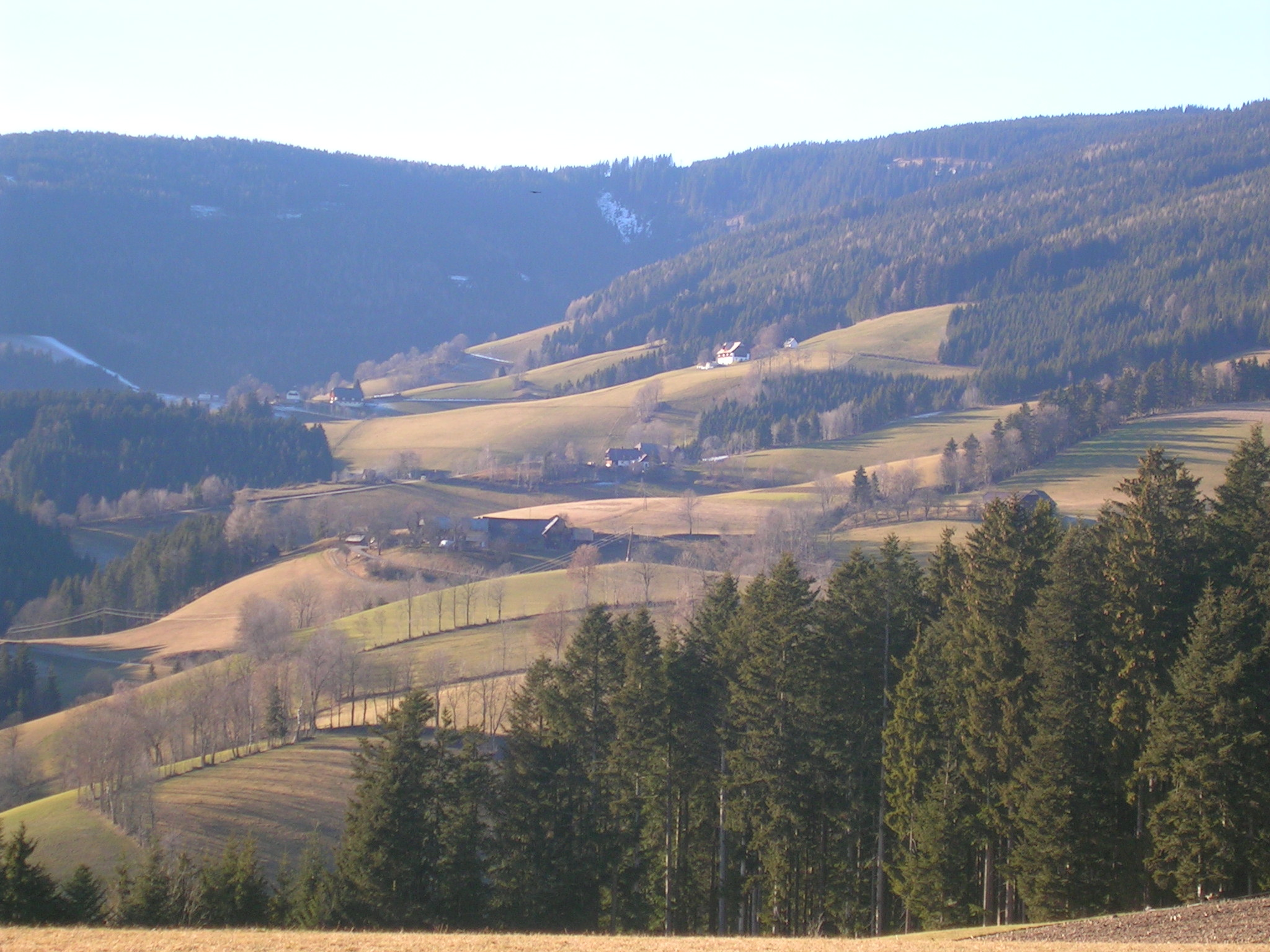
Blick von Falkenstein zum Teufelstein
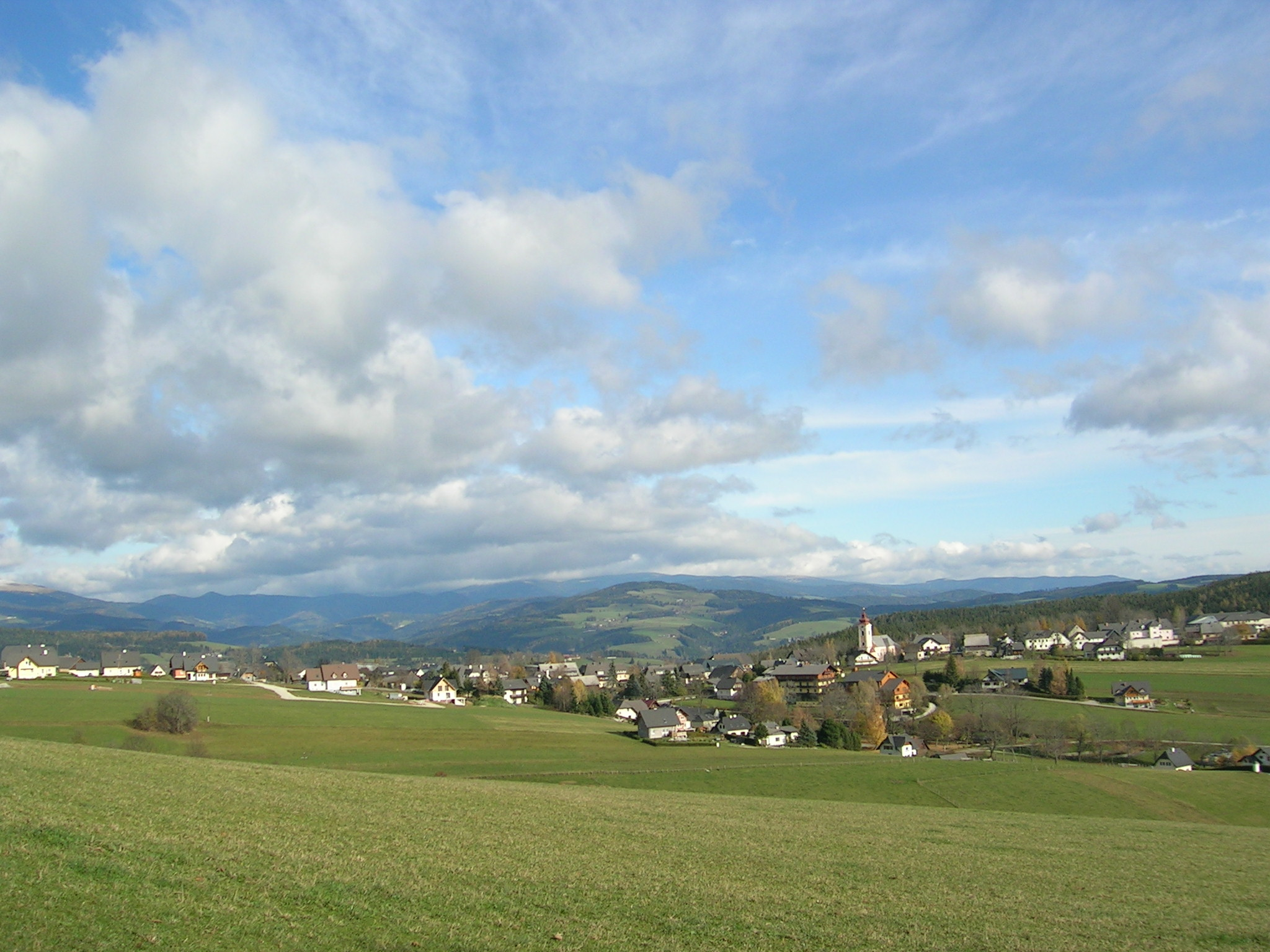
Blick von Westen auf das Dorf Fischbach in Richtung Hochwechsel

## Persönlichkeiten

### Ehrenbürger
- 2022: Hermann Schützenhöfer (* 1952), Landeshauptmann der Steiermark 2015–2022[17]

### Söhne und Töchter
- Raimund Ochabauer (1935–2009), österreichischer Geistlicher, Pfarrer von Pöllau
- Hermann Reindl (* 1955), Politiker (FPÖ), Abgeordneter zum Nationalrat 1999–2002

### Mit der Gemeinde verbundene Persönlichkeiten
- Silvia Karelly (* 1977), Politikerin (ÖVP), Bürgermeisterin von Fischbach seit 2018, Abgeordnete zum Steiermärkischen Landtag seit 2019